# NGC 1118
NGC 1118 je galaksija u zviježđu Eridan.

## Vanjske poveznice
- SEDS: NGC 1118